# Пазухи (деревня)
Пазухи — деревня в Великоустюгском районе Вологодской области.
Входит в состав Юдинского сельского поселения, с точки зрения административно-территориального деления — в Юдинский сельсовет.
Расстояние по автодороге до районного центра Великого Устюга — 6 км, до центра муниципального образования Юдино — 5 км. Ближайшие населённые пункты — Петровская, Коробово, Галкино, Сереброво, Шатрово, Никулино, Нокшино, Заямжа.
По данным переписи в 2002 году постоянного населения не было.